# 吉田平吾

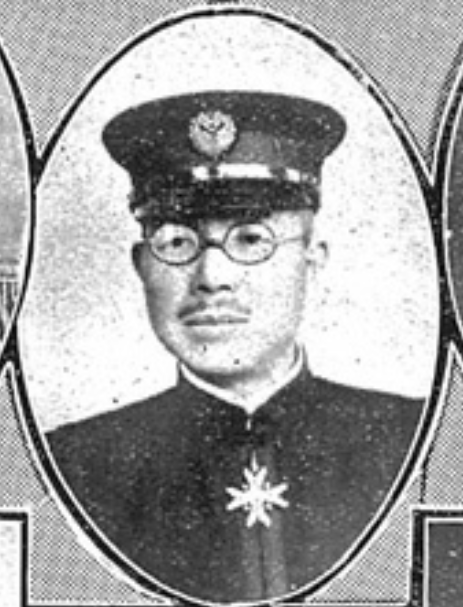
吉田平吾

吉田 平吾（よしだ へいご、1876年（明治9年）5月25日 - 1942年（昭和17年）11月11日）は、日本の宮内官僚。台湾総督府官僚。

## 経歴
佐賀県出身。1903年（明治36年）、東京帝国大学法科大学を卒業し、高等文官試験に合格した。大蔵省に勤務した後、宮内省に入り、宮内書記官・帝室林野局主事、調度頭を務めた。その後、台湾総督府逓信局長に転じた。
退官後は共同信託株式会社常務取締役、八王子電気株式会社監査役、小谷商店監査役を務めた。

## 親族
- 田艇吉 - 妻の父[3]。衆議院議員。
- 仁井田陞 - 長女の夫[3]。中国法制史学者。東京大学教授。